# Зайцев, Василий Иванович (подполковник)
Василий Иванович Зайцев (1911—1982) — советский военачальник, Герой Советского Союза (1945), генерал-майор танковых войск (1954). В годы Великой Отечественной войны — командир танковой бригады, подполковник.

## Молодость
Василий Иванович Зайцев родился 12 февраля 1911 в деревне Каверино ныне Ясногорского района Тульской области в семье рабочего. Русский. В 1926 году вместе с отцом переехал в Тулу, где окончил среднюю школу имени Коминтерна. Затем работал слесарем на фабрике «Феникс» и заводе имени Крыленко (впоследствии — завод «Красный Октябрь» и ПО «Туласантехника»). Член ВКП(б)/КПСС с 1931 года.

## Довоенная служба
Призван в РККА в июне 1932 года. В 1934 году окончил Орловскую бронетанковую школу имени М. В. Фрунзе. Проходил службу в танковых войсках Киевского военного округа: командовал танком в механизированном полку 3-й Бессарабской кавалерийской дивизии, с октября 1935 — танковым взводом механизированного полка 23-й кавалерийской дивизии. В октябре 1937 года переведён в Московский военный округ и назначен командиром танкового взвода в 13-й механизированной бригаде, а через месяц, в ноябре назначен начальником штаба батальона 13-й танковой бригады. С июля 1939 года служил в 37-й легкотанковой бригаде: помощник начальника штаба батальона, начальник 1-й (оперативной) части штаба бригады.

## Великая Отечественная война
В начале Великой Отечественной войны, в июле 1941 года, был направлен на учёбу в Военную академию РККА имени М. Ф. Фрунзе. При прорыве немецких войск на Московском направлении в октябре 1941 года в составе группы слушателей был направлен на фронт и участвовал в битве за Москву, после начала контрнаступления советских войск под Москвой возвращён в академию и окончил её ускоренный курс в апреле 1942 года. С апреля 1942 года служил начальником штаба 163-й танковой бригады, формирующейся в Московском военном округе. В июле 1942 года в составе бригады вступил в бой на Сталинградском фронте, но в ходе кровопролитнейшей Сталинградской битвы уже в августе был тяжело ранен. По выздоровлении с октября 1942 года был старшим помощником начальника оперативного отдела штаба 8-го танкового корпуса на Западном фронте. Вскоре корпус был переформирован в 3-й механизированный корпус, Зайцев остался при этой на той же должности и участвовал в рядах корпуса в операции «Марс». В феврале 1943 года направлен в формирующейся на Урале 30-й Уральский добровольческий танковый корпус, где был назначен помощником начальника штаба 197-й танковой бригады по оперативной работе, в октябре 1943 — старшим помощником начальника штаба корпуса по оперативной работе (корпус в то время за отличия в боях получил гвардейское наименование и был переименован в 10-й гвардейский Уральский добровольческий танковый корпус).  
В мае 1944 года был переведён из штаба корпуса в строй и назначен начальником штаба 61-й гвардейской Свердловской танковой бригады (10-й гвардейский танковый корпус, 4-я танковая армия, 1-й Украинский фронт). Участвовал в Орловской, Брянской, Проскуровско-Черновицкой, Львовско-Сандомирской наступательных операциях.  
В самом начале Висло-Одерской наступательной операции в бою 13 января 1945 года был убит командир бригады гвардии полковник Н. Г. Жуков и гвардии подполковник 3айцев на поле боя заменил его (позднее был утверждён в должности командира). В ходе этой операции с 13 января по 1 февраля 1945 года бригада прошла в боями на острие наступавшей танковой армии свыше 450 километров и одной из первых вышла к Одеру, далеко опередив даже отступавшие немецкие войска. С ходу на подручных средствах танкисты бригады форсировали Одер, стремительно атаковали и уничтожили гарнизон города Штейнау (ныне Сьцинава, Польша) и тем самым обеспечили надёжное удержание захваченного плацдарма. Успешные действия 61-й гвардейской танковой бригады внесли большой вклад в успех войск 4-й гвардейской танковой армии в этой операции. За январь 1945 года танкисты бригады уничтожили до 4 000 солдат и офицеров противника, подбили 47 танков и 50 бронетранспортёров и 25 иных бронемашин, подавили до 60 артиллерийских батарей и 35 пулемётных точек, сожгли до 450 автомобилей и 3 железнодорожных эшелона. Сам гвардии подполковник 3айцев находился всё время в боевых порядках, умело руководил боем. 
«За образцовое выполнение заданий командования, мужество и героизм» гвардии подполковнику В. И. Зайцеву Указом Президиума Верховного Совета СССР от 6 апреля 1945 года было присвоено звание Героя Советского Союза с вручением ордена Ленина и медали «Золотая Звезда» (№ 6024).
После представления к званию героя сражался столь же отважно, участвовал в Берлинской наступательной операции. В ходе Пражской операции его бригада прошла с боями свыше 150 километров, с ходе захватила стратегически важный перевал на пути к Праге в Рудных горах, утром 9 мая 1945 года с боем вошла в Прагу. В этой операции бойцы бригаду захватили и уничтожили 3 550 солдат и офицеров, 8 танков и штурмовых орудий, 17 артиллерийских орудий, 285 автомашин и много иной военной техники. Наградой командиру стал орден Суворова.

## Послевоенная служба
После Победы продолжил службу в Советской Армии. С июля 1945 года служил начальником штаба 10-й гвардейской танковой дивизии 4-й гвардейской танковой армии, с марта 1947 по январь 1948 — начальником штаба 10-го гвардейского кадрированного танкового полка 4-й гвардейской кадрированной танковой дивизии. В 1949 году окончил Академические курсы усовершенствования офицерского состава. С ноября по декабрь 1949 года был начальником штаба 10-й гвардейской танковой дивизии, но практически сразу был направлен в академию.
В 1951 году окончил Высшую военную академию имени К. Е. Ворошилова. С апреля 1952 года — командир 9-й гвардейской механизированной дивизии. С сентября 1956 года — начальник Харьковского гвардейского танкового училища, которое возглавлял 10 лет. С 1966 года генерал-майор танковых войск 3айцев — в запасе. 
Жил в городе Харькове. Вёл активную воспитательную и общественную работу, написал книгу воспоминаний. Умер 13 апреля 1982 года. Похоронен в Харькове (ныне Украина) на Втором городском кладбище.

## Воинские звания
- лейтенант (1936)
- старший лейтенант (1939)
- капитан (15.03.1941)
- майор (20.10.1942)
- подполковник (4.07.1944)
- полковник (7.10.1949)
- генерал-майор танковых войск (31.05.1954)

## Награды
- Медаль «Золотая Звезда» Героя Советского Союза (6.04.1945)
- 2 ордена Ленина (6.04.1945)
- 2 ордена Красного Знамени (1944)
- орден Суворова 2-й степени (27.06.1945)
- орден Александра Невского (14.04.1944)
- орден Красной Звезды
- медаль «За боевые заслуги» (3.11.1944)
- другие медали.
- награды иностранных государств

## Публикации
- Зайцев В. И. Гвардейская танковая : [61-я гвард. Сверлов.-Львов. танковая бригада]. — Свердловск: Сред.-Урал. кн. изд-во, 1989. — 188 с.
- Зайцев В. И. Бой на Варте / В. И. Зайцев // Ленинский путь. — 1970. — 14 марта.